# بشملة منحنية
بشملة منحنية (الاسم العلمي:Eriobotrya deflexa) هي نوع من النباتات تتبع جنس البشملة من الفصيلة الوردية. تم وصف هذا النوع من النبات علمياً لأول مرة من قبل وليام بوتينغ همسلي وتاكنوشن ناكاي سنة 1916.

## بشملة كوبرتون
بشملة كوبرتون (بالإنجليزية: Coppertone Loquat)‏ أو أكي دنيا كوبرتون أو اسكدنيا كوبرتون (Eriobotrya x 'Coppertone') هو نوع هجين من مزج البشملة المنحنية مع الزعرور الهندي (بالإنجليزية: Indian Hawthorn)‏ وهذا النبات هو شجيرة شعبية في جنوب الولايات المتحدة وكاليفورنيا.